# Giọng ải giọng ai (mùa 2)
Mùa thứ hai của chương trình trò chơi truyền hình về âm nhạc Giọng ải giọng ai được phát sóng trên kênh HTV7 từ ngày 7 tháng 10 năm 2017 đến ngày 4 tháng 2 năm 2018.

## Luật chơi

### Các vòng thi
Chương trình có 3 vòng thi. 7 giọng ca bí ẩn sẽ xuất hiện trên sân khấu. Trong số họ sẽ có những người có giọng hát hay và những người hát không hay. Sau 3 vòng thi, đội nào chọn được chính xác thí sinh hát hay sẽ giành chiến thắng chung cuộc.

#### Vòng hoá thân
Hai đội chơi sẽ được xem những đoạn video clip giới thiệu về nghề nghiệp của 7 giọng ca bí ẩn. Cuối mỗi đoạn clip, hai đội chơi sẽ được nghe một âm thanh (ngắn hơn 1 giây) phát ra từ giọng ca bí ẩn đó. Sau vòng 1, mỗi đội chơi sẽ loại ra 1 giọng ca bí ẩn mà họ cho là hát không hay.

#### Vòng siêu diễn
Hai đội chơi sẽ được nghe 5 giọng ca bí ẩn còn lại hát nhép trên nền nhạc của một đoạn nhạc của những ca sĩ nổi tiếng. Sau vòng 2, mỗi đội chơi sẽ tiếp tục loại ra 1 giọng ca bí ẩn mà họ cho là hát không hay.

#### Vòng lộ diện
3 giọng ca bí ẩn còn lại sẽ thể hiện một tài lẻ của mình. Sau đó, mỗi đội chơi sẽ chọn 1 giọng ca bí ẩn hát hay để song ca với ca sĩ khách mời của đội đó.

### Giải thưởng
- Người chơi lựa chọn đúng giọng ca hát hay sẽ là người thắng cuộc và nhận được giải thưởng 50 triệu đồng. Nếu hai người chơi đều đoán đúng thì giải thưởng được chia đôi, mỗi người nhận 25 triệu đồng. Nếu cả hai đoán sai thì không ai nhận được giải thưởng.
- Mỗi giọng ca được chọn ở vòng cuối cùng sẽ nhận được giải thưởng 10 triệu đồng, bất kể họ hát hay hay không.

## Danh sách các tập
| Tập | Ngày phát sóng       | Đội chơi                  | Đội chơi                   | Các giọng ca bí ẩn (và số thứ tự đứng, theo thứ tự bị loại) | Các giọng ca bí ẩn (và số thứ tự đứng, theo thứ tự bị loại) | Các giọng ca bí ẩn (và số thứ tự đứng, theo thứ tự bị loại) | Các giọng ca bí ẩn (và số thứ tự đứng, theo thứ tự bị loại) | Các giọng ca bí ẩn (và số thứ tự đứng, theo thứ tự bị loại) | Các giọng ca bí ẩn (và số thứ tự đứng, theo thứ tự bị loại) | Các giọng ca bí ẩn (và số thứ tự đứng, theo thứ tự bị loại) | TK     |
| Tập | Ngày phát sóng       | Trường Giang Ốc Thanh Vân | Trấn Thành Thu Trang       | Thứ tự loại trừ                                             | Thứ tự loại trừ                                             | Thứ tự loại trừ                                             | Thứ tự loại trừ                                             | Thứ tự loại trừ                                             | Giọng ca được chọn                                          | Giọng ca được chọn                                          | TK     |
| Tập | Ngày phát sóng       | Trường Giang Ốc Thanh Vân | Trấn Thành Thu Trang       | Vòng Hóa thân                                               | Vòng Hóa thân                                               | Vòng Siêu diễn                                              | Vòng Siêu diễn                                              | Vòng Lộ diện                                                | Đội Trường Giang Ốc Thanh Vân                               | Đội Trấn Thành Thu Trang                                    | TK     |
| --- | -------------------- | ------------------------- | -------------------------- | ----------------------------------------------------------- | ----------------------------------------------------------- | ----------------------------------------------------------- | ----------------------------------------------------------- | ----------------------------------------------------------- | ----------------------------------------------------------- | ----------------------------------------------------------- | ------ |
| 1   | 7 tháng 10 năm 2017  | Văn Mai Hương             | Trung Quân                 | 4. Phạm Thị Ngọc Điệp                                       | 3. Trương Trấn Anh Duy                                      | 7. Thiên Hương                                              | 1. Lương Trần Đài Nguyên                                    | 5. Basker Ngọc Tân                                          | 6. Phan Hoàng Uyên Thy                                      | 2. Vũ Quốc Đăng                                             | [ 4 ]  |
| 2   | 14 tháng 10 năm 2017 | Jun Phạm (365daband (2))  | Miu Lê                     | 2. Trấn Mai Thảo Hiến                                       | 1. Nguyễn Ny                                                | 4. Nguyễn Viết Tán                                          | 5. Lê Thị Thu Trang                                         | 7. Nguyễn Phi Long                                          | 3. Trấn Duy Khang                                           | 6. Nguyễn Gia Hẳn                                           | [ 13 ] |
| 3   | 21 tháng 10 năm 2017 | Thanh Duy                 | Tronie Ngô (365daband (3)) | 4. Hoàng Bả Đô                                              | 2. Trọng Nghi                                               | 1. Huề Phát                                                 | 7. Trấn Phong                                               | 3. Huỳnh Phương Duy                                         | 6. Hoải Minh                                                | 5. Nguyễn Đinh Quốc Khánh                                   | [ 14 ] |
| 4   | 28 tháng 10 năm 2017 | Gin Tuấn Kiệt             | Bùi Anh Tú                 | 3. Kiểu Phan Quốc Lăn                                       | 1. Lê Thánh Vỹ                                              | 4. Đặng Nam Anh                                             | 6. Huỳnh Thị Tú Trinh                                       | 2. Lê Nhật Hòa                                              | 5. Võ Đăng Khoa                                             | 7. Nguyễn Đức Huy Hoàng                                     | [ 15 ] |
| 5   | 4 tháng 11 năm 2017  | Lam Trường                | Phương Thanh               | 7. Trấn Minh Nhật                                           | 4. Hoàng Hà                                                 | 6. Hà Quốc Dạt                                              | 1. Phi Đẳng                                                 | 5. Nguyễn Lê Nhung                                          | 3. Ngọc Long                                                | 2. Như Khánh                                                | [ 16 ] |
| 6   | 11 tháng 11 năm 2017 | Bích Phương (2)           | Đức Phúc                   | 1. Xuẩn Mai                                                 | 3. Võ Thảnh Tài                                             | 4. Trát Thành Hiệp                                          | 6. Tú Trinh                                                 | 7. Anh Đức                                                  | 5. Sandra Amira                                             | 2. Lê Đức Tri                                               | [ 17 ] |
| 7   | 18 tháng 11 năm 2017 | Thu Thủy                  | Ưng Hoàng Phúc             | 1. Bùi Ngọc Hưng                                            | 3. Cao Văn Phương                                           | 4. Đỗ Hoài Bào                                              | 7. Nguyễn Phú Thịnh                                         | 2. Đặng Thị Thương                                          | 5. Gia Hân                                                  | 6. Phạm Dung                                                | [ 18 ] |
| 8   | 25 tháng 11 năm 2017 | Trịnh Thăng Bình (2)      | Yến Nhi                    | 5. Dương Ảnh Nga                                            | 1. Hoài Phương                                              | 4. Trấn Thị Kim Phúc                                        | 2. Huỳnh Thị Thu Lương                                      | 6. Nguyễn Thị Như Quỳnh                                     | 3. Nguyễn Hoàng Ngọc Bích                                   | 7. Tuyết Nga                                                | [ 19 ] |
| 9   | 2 tháng 12 năm 2017  | Min                       | Will (365daband (4))       | 3. Quỳnh Như                                                | 2. Kim Dung                                                 | 6. Nguyễn Ngọc Cẩm Nhung                                    | 4. Hà Toàn                                                  | 1. Nhật Minh                                                | 5. Lê Hải Yến                                               | 7. Thanh Ngân                                               | [ 10 ] |
| 10  | 9 tháng 12 năm 2017  | Only C                    | Phương Trinh Jolie         | 3. Yến Nhi                                                  | 4. Tấn Tải                                                  | 6. Ấu Phong                                                 | 1. Trăn Trọng Nam                                           | 5. Thanh Sang                                               | 7. Võ Nghi Binh                                             | 2. Phương Thảo                                              | [ 20 ] |
| 11  | 16 tháng 12 năm 2017 | Khổng Tú Quỳnh            | Ngô Kiến Huy (2)           | 4. Tô Luyt                                                  | 7. Trấn Thị Ngọc Châu                                       | 3. Thanh Trúc                                               | 1. Bùi Ánh Quỳnh                                            | 5. Huy Bào                                                  | 2. Nhật Tân                                                 | 6. Đinh Quân                                                | [ 21 ] |
| 12  | 23 tháng 12 năm 2017 | Giang Hồng Ngọc           | Ưng Đại Vệ                 | 4. Phạm Ngọc Nhân                                           | 2. Phạm Ngọc Cưỡng                                          | 6. Trân Mỹ Ngọc                                             | 5. Thu Hằng                                                 | 3. Nguyễn Mỹ Duyên                                          | 7. Đinh Chí Cảnh                                            | 1. Ngọc Huỳnh                                               | [ 22 ] |
| 13  | 30 tháng 12 năm 2017 | Hoài Lâm                  | Vũ Cát Tường               | 2. Khánh Ngọc                                               | 5. Trần Kim Khánh                                           | 1. Phan Bảo Khánh                                           | 3. Quang Nhật                                               | 6. Giang Thúy Viên                                          | 7. Nguyễn Hoài Vũ                                           | 4. An Nhiên                                                 | [ 23 ] |
| 14  | 6 tháng 1 năm 2018   | Tiêu Châu Như Quỳnh       | Châu Đăng Khoa             | 5. Việt Thắng                                               | 1. Quỳnh Hương                                              | 7. Vĩnh Nghi                                                | 3. Thành Nhân                                               | 6. Trương Thị Thùy Trang                                    | 2. Minh Quân                                                | 4. Phương Hạnh                                              | [ 24 ] |
| 15  | 13 tháng 1 năm 2018  | Vicky Nhung               | Hoàng Tôn                  | 5. Triệu Ánh Xuân                                           | 1. Lê Thúy Chi                                              | 7. Thế Nhân                                                 | 3. Phương Thảo                                              | 2. Nguyễn Bảo Lộc                                           | 4. Lê Huấn                                                  | 6. Hồ Thu                                                   | [ 25 ] |
| 16  | 20 tháng 1 năm 2018  | Đoan Trang                | Đăng Khôi                  | 3. Kim Anh                                                  | 5. Dương Viết Lâm                                           | 1. Nguyễn Kim Phú                                           | 4. Minh Quang                                               | 2. Ngọc Ý                                                   | 6. Thục Văn                                                 | 7. Nguyễn Văn Toản                                          | [ 26 ] |
| 17  | 27 tháng 1 năm 2018  | Khắc Việt                 | Trà My                     | 5. Ka Ư                                                     | 6. Hà Cảnh                                                  | 1. Bảo Nguyên                                               | 7. Điệp Phương                                              | 2. Kim Ngân                                                 | 4. Chu Thúy Quỳnh                                           | 3. Nguyễn Tân Phat                                          | [ 27 ] |
| 18  | 3 tháng 2 năm 2018   | Thanh Ngọc                | Nhật Tinh Anh              | 3. Ngọc Diệp                                                | 5. Diễm Hương                                               | 1. Võ Huỳnh Tấn Sang                                        | 7. Hoài Nam                                                 | 4. Âu Thi                                                   | 2. Hải Yến                                                  | 6. Ba Duy                                                   | [ 28 ] |